# Rūdkol
Rūdkol är en ort i Iran.   Den ligger i provinsen Gilan, i den nordvästra delen av landet, 230 km nordväst om huvudstaden Teheran. Rūdkol ligger 2 meter över havet och antalet invånare är 139.
Terrängen runt Rūdkol är mycket platt.Runt Rūdkol är det ganska tätbefolkat, med 155 invånare per kvadratkilometer. Närmaste större samhälle är Rasht, 15,6 km väster om Rūdkol. Trakten runt Rūdkol består till största delen av jordbruksmark.